# Bousse (Mosel·la)
Bousse (fràncic lorenès Buuss) és un municipi francès situat al departament del Mosel·la i a la regió del Gran Est. L'any 2007 tenia 2.718 habitants.

## Demografia

### Població
El 2007 la població de fet de Bousse era de 2.718 persones. Hi havia 1.052 famílies, de les quals 195 eren unipersonals (64 homes vivint sols i 131 dones vivint soles), 378 parelles sense fills, 423 parelles amb fills i 56 famílies monoparentals amb fills.
La població ha evolucionat segons el següent gràfic:
Habitants censats

### Habitatges
El 2007 hi havia 1.094 habitatges, 1.068 eren l'habitatge principal de la família, 3 eren segones residències i 23 estaven desocupats. 886 eren cases i 207 eren apartaments. Dels 1.068 habitatges principals, 916 estaven ocupats pels seus propietaris, 138 estaven llogats i ocupats pels llogaters i 13 estaven cedits a títol gratuït; 50 tenien dues cambres, 92 en tenien tres, 225 en tenien quatre i 701 en tenien cinc o més. 963 habitatges disposaven pel capbaix d'una plaça de pàrquing. A 407 habitatges hi havia un automòbil i a 620 n'hi havia dos o més.

### Piràmide de població
La piràmide de població per edats i sexe el 2009 era:
| Homes | Edats   | Dones |
| ----- | ------- | ----- |
| 0     | 95 o +  | 0     |
| 0     | 90 a 94 | 5     |
| 2     | 85 a 89 | 2     |
| 1     | 80 a 84 | 9     |
| 14    | 75 a 79 | 10    |
| 35    | 70 a 74 | 50    |
| 65    | 65 a 69 | 61    |
| 96    | 60 a 64 | 101   |
| 83    | 55 a 59 | 85    |
| 90    | 50 a 54 | 95    |
| 139   | 45 a 49 | 126   |
| 79    | 40 a 44 | 78    |
| 103   | 35 a 39 | 75    |
| 74    | 30 a 34 | 99    |
| 62    | 25 a 29 | 56    |
| 87    | 20 a 24 | 51    |
| 110   | 15 a 19 | 123   |
| 72    | 10 a 14 | 46    |
| 61    | 5 a 9   | 56    |
| 57    | 0 a 4   | 31    |

## Economia
El 2007 la població en edat de treballar era de 1.780 persones, 1.353 eren actives i 427 eren inactives. De les 1.353 persones actives 1.279 estaven ocupades (681 homes i 598 dones) i 73 estaven aturades (32 homes i 41 dones). De les 427 persones inactives 169 estaven jubilades, 114 estaven estudiant i 144 estaven classificades com a «altres inactius».

### Ingressos
El 2009 a Bousse hi havia 1.123 unitats fiscals que integraven 2.888,5 persones, la mediana anual d'ingressos fiscals per persona era de 21.613 €.

### Activitats econòmiques
Dels 58 establiments que hi havia el 2007, 1 era d'una empresa extractiva, 2 d'empreses alimentàries, 1 d'una empresa de fabricació d'altres productes industrials, 12 d'empreses de construcció, 11 d'empreses de comerç i reparació d'automòbils, 1 d'una empresa de transport, 3 d'empreses d'hostatgeria i restauració, 2 d'empreses d'informació i comunicació, 2 d'empreses financeres, 1 d'una empresa immobiliària, 8 d'empreses de serveis, 7 d'entitats de l'administració pública i 7 d'empreses classificades com a «altres activitats de serveis».
Dels 18 establiments de servei als particulars que hi havia el 2009, 1 era una oficina bancària, 1 funerària, 1 taller de reparació d'automòbils i de material agrícola, 2 guixaires pintors, 3 lampisteries, 3 electricistes, 2 empreses de construcció, 3 perruqueries, 1 restaurant i 1 saló de bellesa.
L'únic establiment comercial que hi havia el 2009 era una botiga de menys de 120 m².
L'any 2000 a Bousse hi havia 4 explotacions agrícoles.

## Equipaments sanitaris i escolars
L'únic equipament sanitari que hi havia el 2009 era una farmàcia.
El 2009 hi havia 1 escola maternal i 1 escola elemental.

## Poblacions més properes
El següent diagrama mostra les poblacions més properes.